# Rokfalussy család

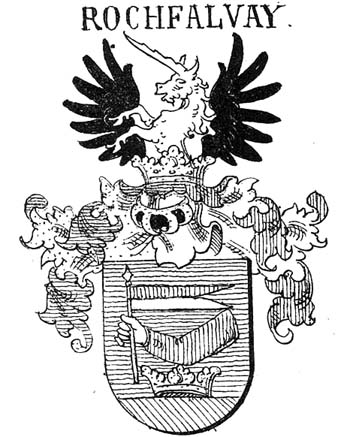
A Rochfalvay-Rokfalussy címer

Gömör és Kis-Hont vármegyei magyar nemesi család. 

## Történet
Rochfalva (1899-től Rozsfalva), a család ősi fészke, melyről a nevét vette a Csetnek-völgyön fekszik. Rochfalvay Mihály és Rozman Ilona nejétől született György nevű fia 1718. július 14-én kaptak III. Károly magyar királytól címeres nemes levelet, melyet 1718. december 9-én hirdettek ki Gömör és Kis-Hont vármegyeben. A család nemsokára, vagy már ekkor is inkább a Rochfalussy nevet használta. 
Az 1754-55. nemesi összeírásban is "Rochfalussy György" fordul elő. A család még a XIX. század elején a nagyobb megyei földesurak közt szerepelt; birtokai a Felvidéken Ochtinán és a környékbeli falukban feküdtek. 1768-ban Rochfalussy György megyei bizonyítványt kap arról, hogy Rochfalussy Mihály ochtinai lakosnak fia.
A későbbiekben család a felvidéki Lőcse és Igló városokhoz is kötödött. Az iglói városi temetőben van egy családi sírhely, amelyen a "Rokfalussy Mihály és családja" sírfelirat áll. Rokfalussy Mihálynak és feleségének Répászky Máriának öt gyermeke született: Lajos (1887.), Géza (1894.), Anna (1897.), László (1899.) és Dezső (?). Az ő leszármazottaik Magyarország, Szlovákia és Ausztrália területén éltek, illetve élnek.   

## Vár és  birtokok
"...A csetneki várban sűrűn változtak a tulajdonosok:1420-ban már a Csetnek család a vár ura, majd lettek tulajdonosai a Horváthok, Bakosok, Andrássyak, Thökölyek, Rokfalussyak. 1700-ban a Rákócziak a gazdák, majd ismét az Andrássyaké s a Szontághoké..."
Falvak, ahol a családot birtokosként említik: Feketepatak (Szlovákia), Felfalu, Ochtina, Redova, Sebespatak, Csetnek, Restér.

## Címer leírás
Kékben, zöld halmon, arany koronán veres ruhás, veres (vagy veres-fehér) zászlót tartó kar. Sisakdísz: két fekete sasszárny közt növekvő fehér egyszarvú. Takarók: kék-arany, veres-ezüst.

## A családnév alakváltozatai
Rochfalvay, Rochfalussy, Rokfalussy, Rokfalusy

## Neves családtagok
- Rokfalusy Lajos